# Le Monteil (Cantal)
Le Monteil település Franciaországban, Cantal megyében. Lakosainak száma 269 fő (2022. január 1.). Le Monteil Auzers, Menet, La Monselie, Saignes, Sauvat, Trizac és Vebret községekkel határos.

## Népesség
A település népességének változása:
| Lakosok száma | 539  | 378  | 301  | 270  | 262  | 272  | 285  | 286  | 284  | 269  |
|               | 1968 | 1982 | 1990 | 2006 | 2013 | 2015 | 2017 | 2019 | 2020 | 2022 |